# Tercílio Turini
Tercilio Luiz Turini (Jaú, 1 de agosto de 1944) é um médico e político brasileiro filiado ao Movimento Democrático Brasileiro.
Formou-se em 1975 em medicina pela Universidade Estadual de Londrina. Desde 1978 é professor do Hospital Universitário do Município de Londrina. Entre 1984 e 1986 foi chefe da 17ª Regional de Saúde de Londrina. Eleito vereador por quatro mandatos consecutivos em Londrina, de 1993 a 2008.
Eleito deputado estadual em 2012, e re-eleito em 2016, 2018, 2022, se filiou ao PSD e deixou o partido regressando novamente ao MDB.